# Eric Eldred

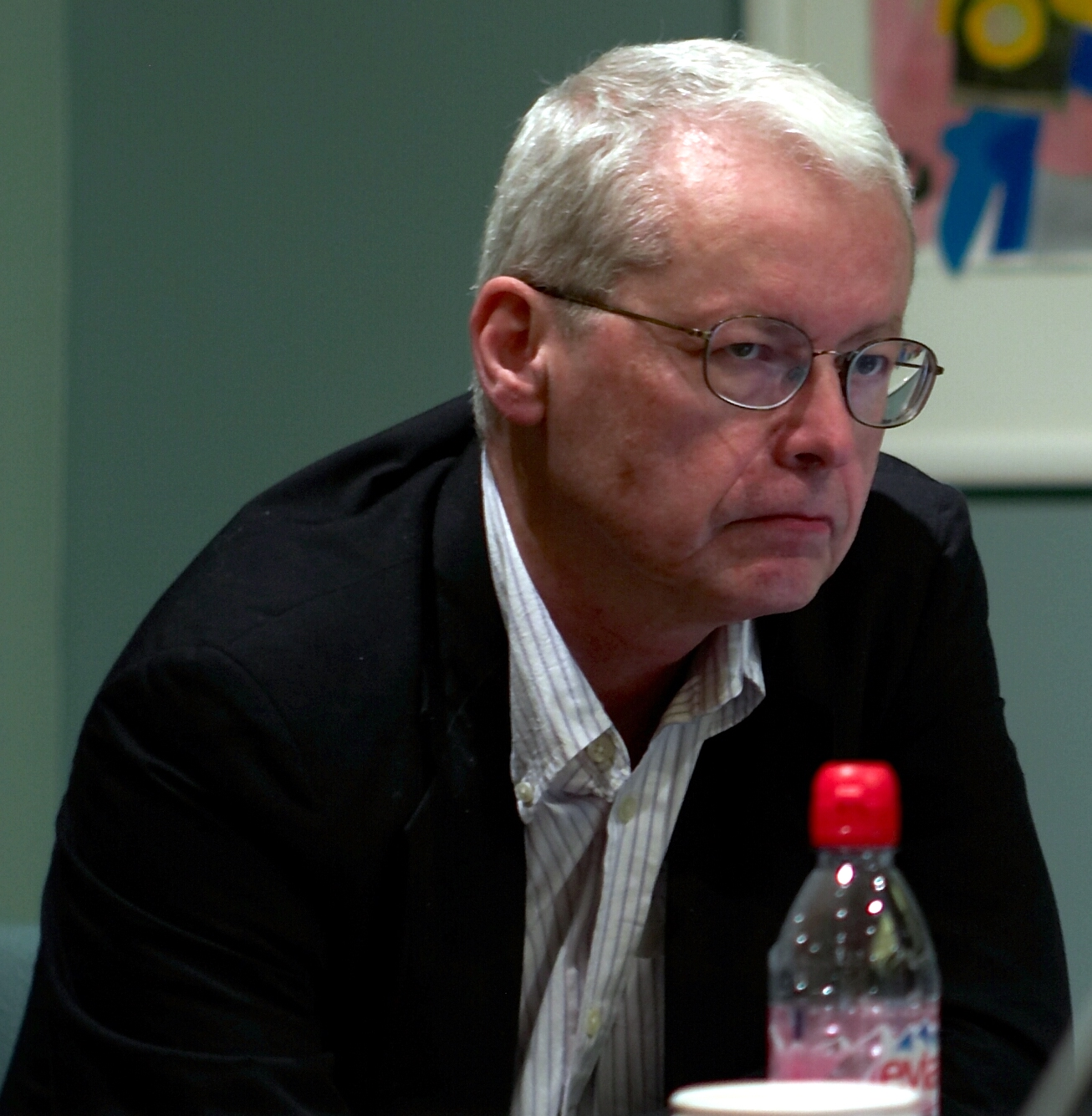
Eldred en una reunión de la junta directiva de Creative Commons en mayo de 2007.

Eric Eldred (1943) es un estadounidense defensor de la alfabetización y propietario de Eldritch Press, una empresa no incorporada. Eldred  fue el demandante principal en el caso Eldred contra Ashcroft, una demanda que impugnó la constitucionalidad de la Ley de Extensión del Plazo de Copyright de Sonny Bono Copyright Term Extension Act, pero perdió en la Corte Suprema de Estados Unidos en 2003 con el abogado Lawrence Lessig. Fue cofundador de Creative Commons y formó parte de su junta directiva.
Eric Eldred ha sido descrito como un ex programador de computadoras y administrador de sistemas, un escritor de Boston y un analista técnico con sede en New Hampshire. Es un académico independiente y publicó por primera vez en línea todos los trabajos de Nathaniel Hawthorne, además de escanear muchos trabajos para el Proyecto Gutenberg y otros.

## Biografía
Eldred creció en Florida, se graduó de la  Harvard University en 1966 (filosofía, estudios generales), y luego se convirtió en objetor de conciencia durante la Guerra de Vietnam. Se le ordenó trabajar durante dos años como servicio alternativo en el Hospital General de Massachusetts en Boston, donde fue terapeuta respiratorio y tecnólogo pulmonar jefe desde 1987. Después de comprar una computadora Apple II en 1980, participó activamente en el programa de grupos de usuarios de Apple y fue a Harvard Extension School (programación y escritura técnica, C.A.S. 1991). Luego trabajó como ingeniero en la Apollo Computer (después Hewlett-Packard), y Cahners Publishing como técnico analista y periodista de una revista informática, luego para Wang Government Services como administrador sénior de sistemas Unix, antes de quedar inhabilitado por lesiones por movimientos repetitivos.
Durante 2004-05, vivió en un Internet Bibliobús que viajaba por Estados Unidos visitando escuelas y bibliotecas y presentándose en eventos especiales para demostrar a los lectores como imprimir sus propios libros gratis.
Eldred está divorciado y tiene tres hijas (trillizas).

## Eldritch Press
Eldritch Press es un sitio web que volvió a publicar los trabajos de otros en el dominio público (que ya no están sujetos a derechos de autor). Durante algunos años, Eldritch Press se ejecutó en un servidor Linux desde la casa de Eldred, y ahora está alojado en Ibiblio y ya no está mantenida por él. Su característica principal fue la experimentación con formatos HTML y la inclusión de gráficos (manteniendo la accesibilidad para lectores ciegos) para libros en línea que anteriormente habían estado en su mayoría en formato ASCII. Dado que las obras, y las obras derivadas de Eldred basadas en ellas, son de dominio público, cualquier persona puede hacer uso de ellas, alojarlos, y crear más obras propias sin pago ni crédito.
En 2004, a Eldred se le negó un permiso en la reserva estatal de Walden Pond para imprimir y regalar copias gratuitas de Walden en el 150 aniversario de su publicación. En 2005, Eldred regresó con un permiso, obtenido con la ayuda del Berkman Klein Center for Internet & Society para Internet y la Sociedad de la Facultad de Derecho de Harvard, para imprimir y regalar copias del libro y demostrar a los lectores cómo autoeditar y recuperar el control de su propia cultura.

## Caso Eldred contra Ashcroft
En 1998, se aprobó la ley Copyright Term Extension Act, que impidió los planes de Eldred de escanear y publicar obras publicadas por primera vez en Estados Unidos después de 1922.  Más tarde se convirtió en el demandante principal en el Caso Eldred contra Ashcroft, una demanda que cuestionó la constitucionalidad de esta ley, pero que perdió en la Corte Suprema de los Estados Unidos en 2003.